# Federazione di rugby a 15 della Costa d'Avorio
La Fédération Ivoirienne de Rugby (Federazione ivoriana di rugby) è l'organismo di governo del Rugby XV in Costa d'Avorio. Fu fondata nel 1961 e si unì all'International Rugby Board nel 1988.